# Manjenahalli Kaval, Arsikere
Manjenahalli Kaval là một làng thuộc tehsil Arsikere, huyện Hassan, bang Karnataka, Ấn Độ.